# Naegleria
Naegleria è un genere di protisti, appartenente alla famiglia delle Vahlkampfiidae e scoperto dallo zoologo francese Mathieu Naegler. Forme di Naegleria sono facilmente reperibili nelle acque dolci di tutto il mondo nelle quali si sviluppano in una temperatura compresa tra i 10 °C e i 42 °C nutrendosi di batteri.
Sono tuttora note tre specie di Naegleria, delle quali solo Naegleria fowleri è patogena per l'uomo: essa causa la meningoencefalite amebica primaria, che risulta fatale nel 97% dei casi. Infezioni da Naegleria possono verificarsi anche quando l'acqua contaminata da altre sorgenti (come l'acqua in piscina o acqua di rubinetto riscaldata <47 °C) penetra nel naso.
Naegleria gruberi e Naegleria lovaniensis trascorrono il loro ciclo vitale nelle acque di fiumi e laghi senza rappresentare un pericolo per la salute dell'uomo.
Naegleria è anche famosa perché alcune specie modificano la loro forma in base agli stimoli ambienti, passando da una cellula immobile a una cellula flagellata.
L'ameba vive in una cisti sui sedimenti del fondo d'acqua di laghi, stagni e fiumi.

## Patogenesi
Il parassita può raggiungere il cervello a contatto con le narici e attraversare l'osso etmoidale causando gravi casi di meningoencefalite per via della necrosi e della infiammazione. È una malattia molto rapida e improvvisa, producendo in 3-5 giorni un quadro clinico riconducibile alla meningite, caratterizzata da mal di testa, vomito, febbre, congestione nasale e mal di gola. Infine ci possono essere convulsioni, apnee e morte da arresto cardiaco. Il quadro clinico è così fulminante che la maggior parte dei casi viene diagnosticata post-mortem tramite biopsia.